# Амрит
Амрит е древен град, намиращ се на днешното сирийско Средиземноморско крайбрежие, близо до съвременния град Тартус.
Градът е основан през III хилядолетие пр.н.е. и е изоставен около 148 година пр.н.е. Проучени са добре запазени развалини на финикийски храм.